# Mycetophila osornoana
Mycetophila osornoana är en tvåvingeart som beskrevs av Duret 1991. Mycetophila osornoana ingår i släktet Mycetophila och familjen svampmyggor. Inga underarter finns listade i Catalogue of Life.